# Lilikanisches Theater

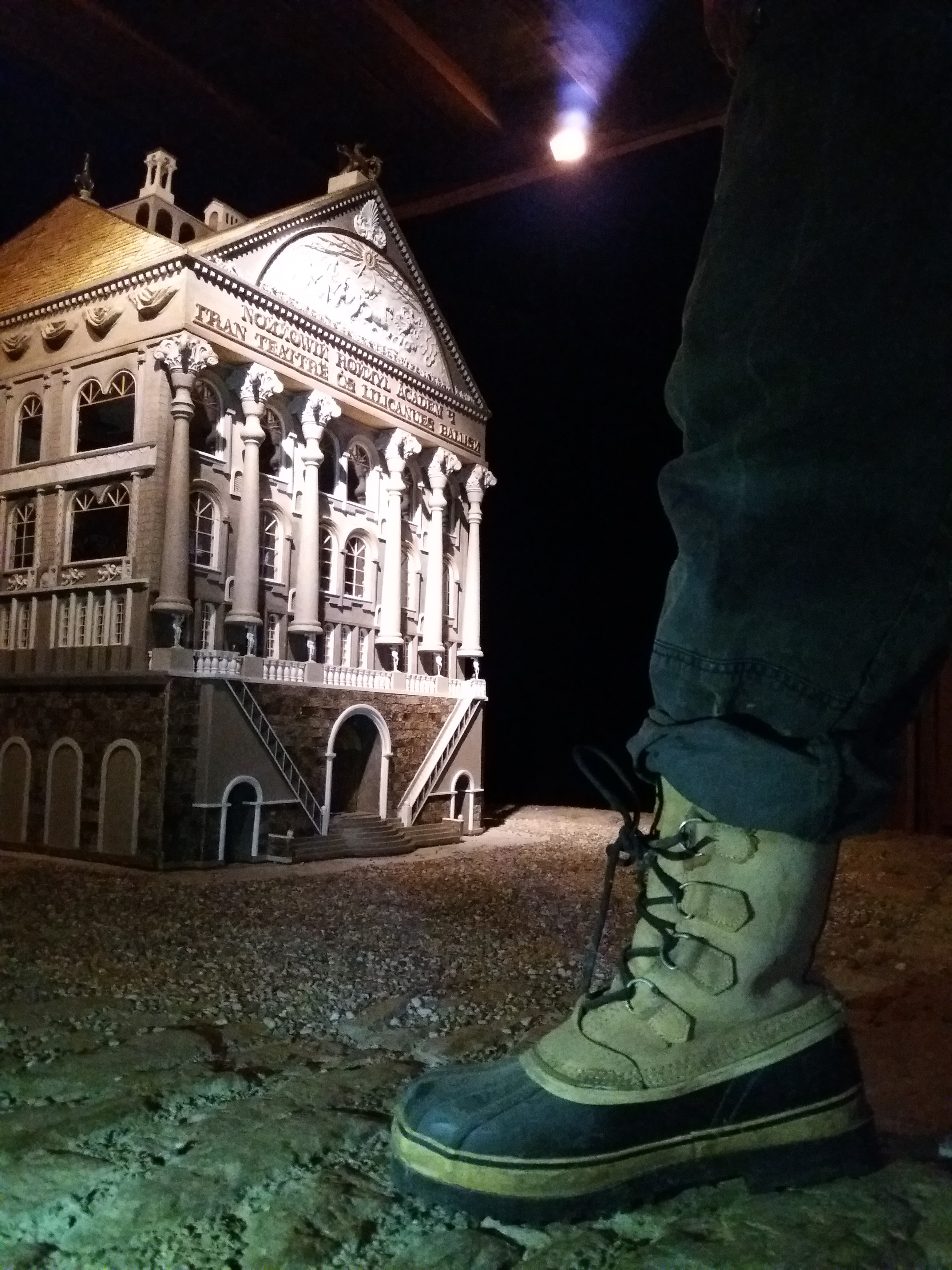
Das Lilicanische Puppentheater

Das Lilikanische Theater (auch: das Lilikanische Königliche Theater für Schauspiel, Oper und Ballett) ist ein Miniaturtheater für höchstens fünf Zuschauer. Es ist ein Projekt des Theaters „Tenj“ (russisch für Schatten). Die Gründer des Theaters sind Maja Krasnopolskaja und Ilja Epelbaum. Das Lilikanische Theater wurde 1993 in Moskau zu Zeiten der Perestroika gegründet; es war das erste nichtstaatliche Theater in Russland. Im Jahr 2017 wurde mit Unterstützung des Puppentheaterkunstschutzvereins e. V. eine Filiale (eine genaue Kopie der Originalbühne) in Köttendorf unweit der Stadt Weimar eröffnet.

## Geschichte
Anfang der 1990er Jahre fand die Erstaufführung des Puppenschauspiels „Gastspiele des Großen Königlichen Akademischen Lilikanischen Volkstheaters in Russland“ in Moskau statt. Maja Krasnopolskaja und Ilja Epelbaum hatten sich die Legende ausgedacht, laut der das winzige Volk der Lilikaner (die durchschnittliche Größe eines Lilikaners beträgt 6 cm) von der entlegenen Insel Molterra mit Gastspielen seines Nationaltheaters über den See nach Moskau kam. Dafür wurde im Theater „Tenj“ ein spezielles kleines Zimmer eingerichtet, in dem ein Modell des Lilikanischen Theaters aufgestellt wurde. Es ist ein mannshohes Puppenhaus, das ein pompöses Theater in Miniatur darstellt. Es ist bis ins kleinste Detail durchgearbeitet: Auf der Fassade gibt es eine Reihe von Säulen mit Portikus, der Giebel ist mit einem Viergespann gekrönt, die Wände sind mit reichem Stuck verziert, neben der winzigen Theatertür hängen kleine Spielpläne. Im Innern ist das Theater nicht weniger prächtig: ein riesiger Kristalllüster, Samtlogen, Balkons und Kerzenleuchter. Vor dem Vorhang spielt das winzige Orchester und Hunderte von Puppen-Zuschauern warten auf das Erscheinen der Schauspieler auf der Bühne und den Beginn des Schauspiels.
Da die Größe des Lilikanischen Theaters nicht für den Besuch der „großen“ Menschen bestimmt ist, nehmen die Zuschauer außerhalb des Gebäudes Platz, um die Bühne und den Zuschauerraum durch die Fensterchen anzusehen. Ein Schauspiel können sich höchstens 5 Personen gleichzeitig ansehen. Den Zuschauern werden Kopfhörer und Ferngläser ausgehändigt – alles wie in einem echten Theater. Wenn das Schauspiel auf „Lilikanisch“ aufgeführt wird, wird über die Kopfhörer simultan gedolmetscht.

## Legende von den Lilikanern
Wie die Legende besagt, sind Lilikaner ein „wenig bekanntes Volk von der entlegenen Insel Malterra“. Das Leben der Lilikaner unterscheidet sich stark vom gewöhnlichen Leben. Der Hauptunterschied ist dadurch bedingt, dass die Kultur und nichts anderes der lilikanischen Gesellschaft zugrunde liegt. Die Hauptkunst der Lilikaner ist das Theater: Schauspiele, Kinderaufführungen, Oper, Ballett, Aufführungen, die in Zusammenarbeit mit ausländischen Künstlern geschaffen sind. Der Unterschied zum „menschlichen“ Theater besteht insbesondere darin, dass der lilikanische Staat praktisch keine finanziellen oder administrativen Einschränkungen für die Aufführung setzt – auf der Bühne ist alles möglich. Der Staatsaufbau von Lilikanien, wo der Direktor des lilikanischen Theaters automatisch zum König des Landes wird, trägt in großem Maße dazu bei.

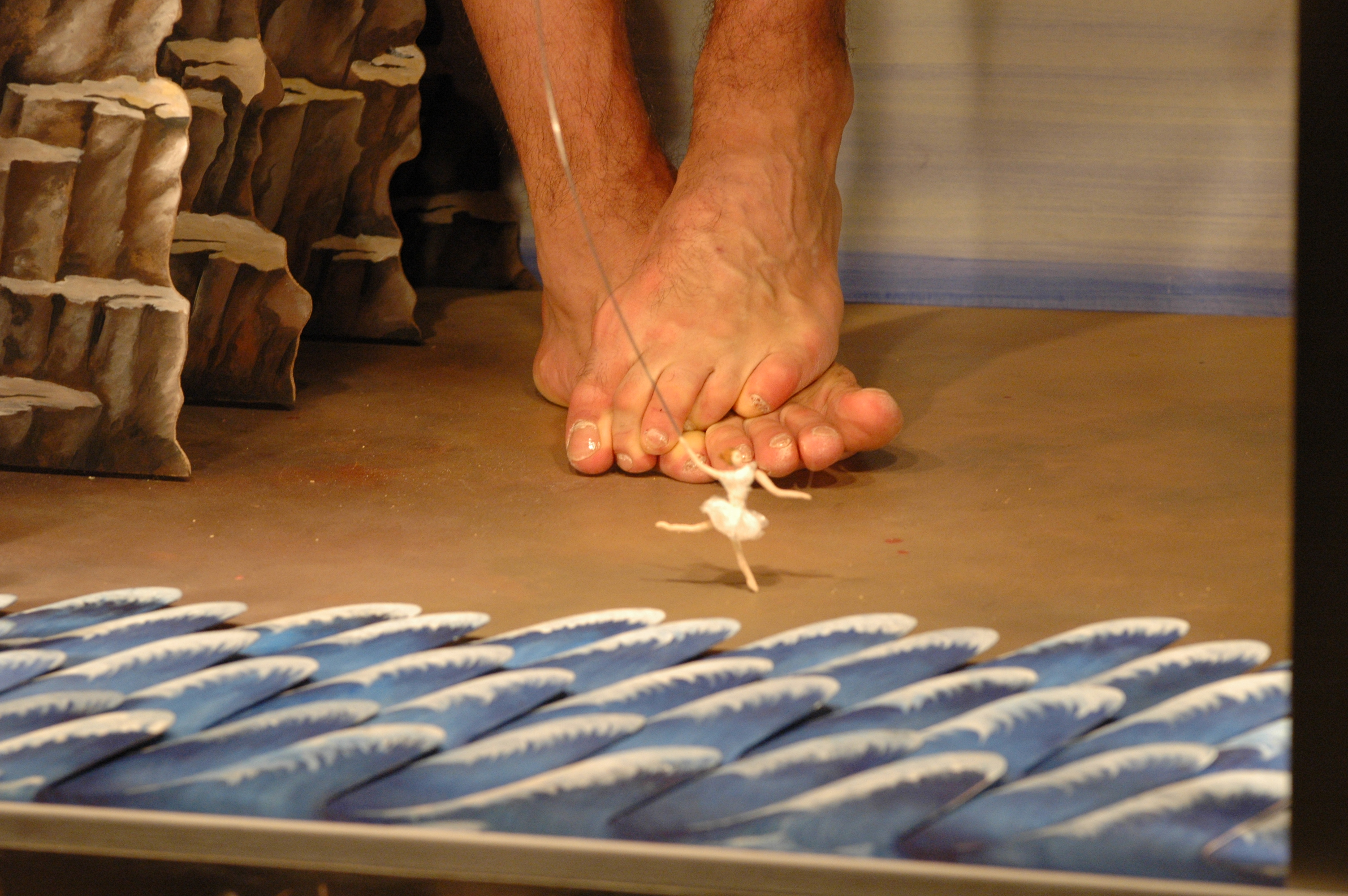
Performance-Ballett „Der Tod des Polyphemos“ mit Nikolai Tsiskaridze

## Projekte des Lilikanischen Theaters
Die erste Vorstellung des Lilikanischen Theaters hieß „Zwei Bäume oder: Tragische Geschichte über die romantische Liebe der schönen Prinzessin und des Prinzen der Goldfelder, und den tückischen gelben Zwerg, der im Orangenbaum lebte, und über die grausame Fee der Wüste, welche die Verliebten getrennt hat“. In den nachfolgenden Jahren entwickelte sich das Projekt weiter, die Moskauer Zuschauer konnten mehr als 10 verschiedene Aufführungen besuchen. Die mythenumrankte Legende über die Lilikaner wurde von Mund zu Mund weitergetragen. Ab dem Jahr 2000 wurde im Rahmen des lilikanischen Theaters das Projekt „Das Lilikanische Museum der Theaterideen“ geschaffen. Maja Krasnopolskaja und Ilja Epelbaum hatten berühmte Regisseure, Bühnenautoren, Tänzer und andere Künstler eingeladen, an den lilikanischen Aufführungen teilzunehmen. Die Hauptidee bestand darin, dass es im Lilikanischen Theater keine Einschränkungen wie Zensur, Budget, Brandschutzvorschriften, politische Korrektheit usw. gibt, die in sonstigen Theatern vorherrschen. Die einzige Einschränkung ist, dass die Aufführung nicht länger als 15 Minuten dauern darf. Im Rahmen dieses Projekts haben mit dem Lilikanischen Theater Anatoly Vasilyev, Tonino Guerra, Nikolay Tsiskaridze, Petr Fomenko zusammengearbeitet.
Das neue Projekt des Lilikanischen Theaters heißt „Schnelle Theaterhilfe“ – lilikanische Schauspieler haben sich entschlossen, auf Gastspielreise zu gehen, und führen ihre Vorstellungen direkt in einem fahrbaren Minivan auf.

## Aufführungen des Lilikanischen Theaters in Deutschland
Das Lilikanische Theater gab einige Male Gastspiele in Deutschland. Dafür wurde ein demontierbares Gebäude gebaut.
- 2003: Berlin
- 2004: Mainz
- 2016: Erfurt
- 2017: Fürth (Projekt „Schnelle Theaterhilfe“)[2]

Danach war das Lilikanische Theater zu Gastspielen in unterschiedliche EU-Länder sowie nach Israel und Brasilien gereist.

## Auszeichnungen
Die Aufführungen des Lilikanischen Theaters wurden mehrmals mit dem nationalen Theaterpreis der Russischen Föderation „Solotaja Maska“ („Goldene Maske“) ausgezeichnet.